# Marion Bienes
Marion Bienes (Frankfurt am Main, 29 augustus 1925 – Den Haag, 9 september 2014) was een dierenrechtenactiviste, operettezangeres, mannequin en cabaretière die als Duitse van Joodse afkomst de Holocaust overleefde. Nadat ze terugkeerde uit het concentratiekamp Bergen-Belsen werkte ze als operettezangeres en cabaretière, eerst in New York, later in Amsterdam, Berlijn en Locarno. In 1975 stopte ze met deze carrière en begon met haar acties tegen vivisectie. Ze werd vooral bekend door zich dagenlang op te sluiten in een kooi op centrale plekken in steden als Amsterdam, Den Haag, Eindhoven, Zwolle, Londen, Brussel, Washington D.C. en New York. De kooi liet ze maken door een kooienbouwer van de dierentuin Artis. In 1989 richtte ze de "Stichting tot Afschaffing van Dierproeven" (SAD) op. Ze had kritiek op de Anti Vivisectie Stichting (AVS) in Den Haag. Deze stichting zou volgens haar aandelen hebben bij Unilever en Akzo die nota bene proefdieren gebruikten om medicijnen te maken.

## Biografie
Marion Bienes is de dochter van Arthur Lorenz Bienes (1889 - Bergen-Belsen, 1945) en Hermine Bienes-Cohen (1893 - 1987) en zus van René S. Bienes (1928- Bergen-Belsen, 1945).
Ze is drie keer getrouwd geweest:
1. Op 3 april 1946 met Justus Bonn, operazanger en tekstschrijver (1917-1978) in Amsterdam. Datum ontbinding 14 maart 1950 (Reno, USA).
2. Op 14 juli 1950 met Herbert Alexander Horowitz, een diamantslijper (1925). Datum ontbinding 6 augustus 1956 (New York, USA).
3. Op 2 november 1956 met Bernhard Kramarsky, een tenor (1924) in Amsterdam. Datum ontbinding 4 november 1960 (Amsterdam).

Uit het huwelijk met H.A. Horowitz wordt een zoon geboren, Michael Arthur Horowitz (7 oktober 1951, New York, USA). Hij werd bekend door zijn werk als advocaat in het oorlogstribunaal tegen John Demjanjuk.
Marion Bienes heeft in de periode 1976-1987 in Zaandam gewoond (Peperstraat 30). Na het overlijden haar moeder - eind 1987- verbleef zij meestal in Amsterdam, maar continueerde tevens haar aanwezigheid in Zaandam tezamen met haar levensgezel Vincent, tot diens overlijden in 2006.

### Periode 1925-1945

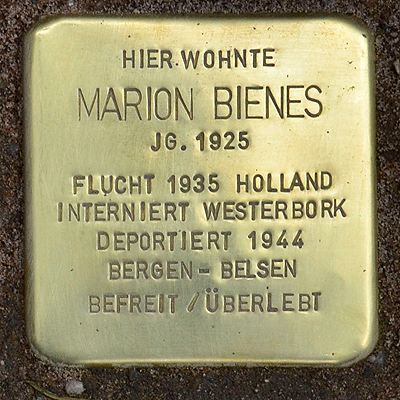
Stolperstein voor Marion Bienes

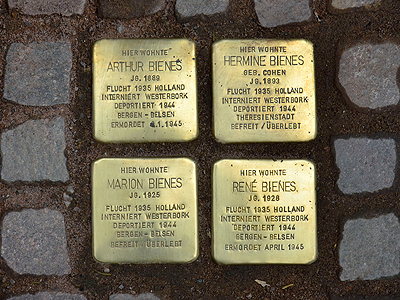
Stolpersteine voor het gezin Bienes

In de zomer van 1935 vluchtte het gezin Bienes voor het opkomend nationaalsocialisme uit Duitsland. Ze emigreerden naar Amsterdam, waar ze in de Schubertstraat 34 kwamen te wonen. Nadat René en zijn zus Nederlandse lessen hadden gevolgd, bezochten ze de Daltonschool in de Jan van Eijckstraat. Ze zat samen met Margot Frank (zus van Anne Frank) in de klas en kreeg les van Max Euwe. In 1941 ging ze naar de kostschool Hill House in Hilversum.

In 1942 kwam er een oproep om zich te melden voor transport naar Auschwitz. Door haar werk als secretaresse voor de Joodsche Raad kon ze hier onderuit komen maar in oktober 1942 moest ze toch onderduiken. Intussen had ze zich in het geheim verloofd met Hans, een fotograaf. Via het verzet ging ze naar Woerden waar ze onderdak kreeg bij het echtpaar Jan en Marie van Elk. Dit was slechts voor drie weken omdat haar ouders en broer besloten om niet onder te duiken. In mei 1943 werden ze uit huis gehaald en naar de Hollandsche Schouwburg gebracht. Uiteindelijk hoefde ze niet mee naar Westerbork en bleef ze alleen achter in het grote huis, dat in de weken erna werd leeggehaald door de Duitsers. Haar ouders hadden alle waardevolle spullen al in bewaring gegeven bij kennissen, behalve een schilderij van Monet (meisje met kip of haan onder haar arm) dat gek genoeg nog aan de muur hing. Daarna dook ze opnieuw onder bij Jan, 'de melkman' in Woerden. Jan werd opgepakt en uiteindelijk gaf ze zichzelf aan op een politiebureau in Utrecht. Ze werd op haar 18e verjaardag (29 augustus 1943) overgebracht naar de politieke gevangenis, het Oranjehotel, in Scheveningen, waar ze met vijf vrouwen in een cel werd geplaatst. Daar zag ze Jan van Elk terug.
Van daaruit werd ze overgeplaatst naar de strafbarak in Kamp Westerbork, waar ze ging werken bij de Fliegende Kolonne.
In februari 1944 werd ze op transport gesteld naar Bergen-Belsen, waar ze veertien maanden wist te overleven. Haar vader en broer stierven. Op 10 april 1945 werd Bienes in station Bergen op een trein gezet, die tussen 10 en 23 april doelloos heen en weer gereden werd, het zogenaamde verloren transport van Bergen tot Tröbitz. Ze raakte besmet met vlektyfus en overleefde dit transport ternauwernood. Na de bevrijding verbleef ze eerst in een noodziekenhuis in Eindhoven, en begin juli keerde ze terug naar Amsterdam, waar ze samen met haar moeder, die de oorlog ook overleefde, een kamer huurde. Ze verdiende haar geld in eerste instantie met het maken van slippers, maar ging al gauw werken voor de advocaat Goudsmit. Omdat haar haar nauwelijks groeide werd ze op straat aangezien voor moffenhoer.

### Periode 1945-1975
Na de oorlog vertrok Bienes naar New York waar ze zanglessen volgde. Het was een moeilijke periode door haar depressies en dwangstoornissen. Op advies van haar psychiater keerde ze in 1953 met haar zoon terug naar Nederland. Daar werkte ze als zangeres bij de Hoofdstad Operette van Meyer Hamel. In 1959 vertrok ze met haar derde man naar Berlijn om daar te werken als zangeres. Zij bleef bijna vijf jaar in Duitsland, zong Die Fledermaus in het Berlijnse Titania-Palast en maakte verscheidene zangfilms voor de Duitse televisie. Ze wordt vooral bekend door haar rol in een tv-commercial voor het schoonmaakmiddel Ajax, der Weisse Wirbelwind. Omdat het haar niet lukte om voldoende werk te vinden keerde ze in 1964 terug naar Nederland.
In 1965 trad ze op met de Fransman Charles Leval (chansoncomponist, arrangeur en begeleider) bij Shaffy Chantant in het Rembrandttheater. De chansons waren óf speciaal voor haar geschreven, óf afkomstig uit de Duitse bezettingstijd, toen Charles Leval samen met tekstdichter Peter Pan in een concentratiekamp in Frankrijk meer dan honderd scherp satirische anti-Hitler-chansons schreef. Bijvoorbeeld een Wagner-parodie op de val van Hitler (uit 1941) en Sauberung im Zoo, waarin een SS-commando alle joods uitziende dieren uit een dierentuin weghaalt. In 1970 opende ze het theater Paradiso Secondo in Locarno (Zwitserland). Hier bleef ze vier jaar waarna ze in 1974 terugkeerde naar Amsterdam om voor haar moeder te zorgen.

### Periode 1975-2014
Vanaf 1975 zette Bienes zich vooral in als dierenrechtenctiviste. In 2012 schreef ze haar autobiografie Why the horses?.
Hieronder een overzicht van artikelen uit het dagblad De Typhoon:
- 4 oktober 1979: De Dam in Amsterdam. Dierendag. Driedaagse actie verzamelen handtekeningen tegen gekooid houden van dieren in de bio-industrie.
- 4 oktober 1980: Londen, Trafalgar Square samen met organisatie tegen factory farming International Fund for Animal Welfare die een mars organiseerde van Hyde Park naar Trafalgar Square. (Waarschijnlijk zijn hier tv opnames van).
- 6 april 1981: Op 25 april bij protestmars in Den Haag samen met Josephine van Gasteren (actrice).
- 1983: Geoffrey Deckers gaat als vrijwilliger meehelpen in haar strijd.
- 7 mei 1982: New York. Drie dagen in een kooi op de Fifth Avenue. Op 24 april, Werelddierendag.
- 1 oktober 1982: Actie Silver Spring (Maryland) georganiseerd door de PETA (People fort he Ethical Treatment of Animals, Alex Pacheco).
- 26 november 1982: Uitreiking van de Orde van de Zaanse Kat, onderscheiding voor dierlievende activiteiten. Uitgereikt door J. Reitsma van de Dierenbescherming en asiel in de Zaanstreek. Het is een erepenning en een bedrag van fl. 1.000,-
- 19 april 1983: Washington in het kader van Wereldproefdierendag (24 april)
- 1 oktober 1983: Protestactie in Zwolle
- 14 januari 1984: Aankondiging Gala voor het Dier in De Speeldoos, Zaandam. (Duitse televisie). Gala zou zijn op 4 februari 1984.
- 22 mei 1985: Interview n.a.v. protest tijdens bezoek van paus Johannes Paulus aan de Benelux. Ze werd gearresteerd vanwege haar spandoek "I accuse the church", dat de Belgische politie te ver vond gaan.[bron?]
- 18 oktober 1985: Zwitserland (Bazel, Bern en Zürich). Protest t.g.v. volksstemming over vivisectie op 1 december.
- In april 1988 organiseerde Marion Bienes met haar assistente Antoinette Hertsenberg i.s.m. de Internationale 'Liga Ärzte für die Abschaffung der Tierversuche' bij de AVS het symposium Artsen tegen dierproeven in conferentiecentrum Woudschoten in Zeist.
- 3 augustus 1989: Oprichting Stichting tot Afschaffing van Dierproeven (SAD). Ze had kritiek op de Anti Vivisectie Stichting (AVS) in Den Haag.
- Februari 2012 publiceert Marion haar autobiografie, die ze met hulp van de oprichters van Een Dier Een Vriend vervaardigt en uitgeeft.[3][4][5]